# Kerstin Osborne
Kerstin Ulla Birgitta Osborne, född 6 september 1911 i Landskrona, död 4 september 2011 i Lund, var en svensk bibliotekarie. 
Osborne, som var dotter till borgmästare August Munck af Rosenschöld och Elisabeth von Sydow, avlade filosofisk ämbetsexamen vid Lunds universitet 1937. Hon var extra biblioteksassistent i Katrineholm 1938, biblioteksassistent i Karlstad 1939–1941, vid Göteborgs stads folkbibliotek 1941–1944, andre bibliotekarie där 1944–1947, bibliotekskonsulent vid Skolöverstyrelsen 1948–1960 och stadsbibliotekarie i Lund 1960–1976. Hon var ledare för Skolöverstyrelsens biblioteksskola 1948–1960 och skrev artiklar i biblioteksfrågor. Osborne vilar på Landskrona kyrkogård.